# Procuratore della Repubblica
Il procuratore della Repubblica, in Italia, è un appartenente alla magistratura italiana posto a capo della Procura della Repubblica. 
I magistrati a cui si conferisce la delega, ai sensi del d.lgs. 20 febbraio 2006, n. 106, per la cura di specifici settori di affari vengono denominati sostituti procuratori o procuratori aggiunti. 
I procuratori aggiunti, nelle Procure più grandi, coordinano il lavoro di più sostituti procuratori. Per i procuratori è richiesta la qualifica di magistrato di cassazione nelle sedi più importanti.

## Storia
Figure simili erano già presenti negli antichi Stati italiani; dopo l'Unità d'Italia e con la riforma del codice di procedura penale italiano del 1989, la figura del giudice istruttore è stata soppressa e il processo ha assunto caratteristiche spiccatamente accusatorie: l'obbligo di promuovere l'azione penale è stato da allora affidata ai procuratori della Repubblica. Durante l'epoca monarchica, dal 1861 al 1946, i procuratori erano chiamati anche "procuratori del Re".

## Funzioni e competenze
Egli rappresenta gli interessi della collettività e dello Stato, quale Pubblico Ministero, innanzi a una corte di giustizia e, insieme ai suoi sostituti, promuove l'azione penale. Dirige l'ufficio assegnatogli, ne organizza l'attività ed esercita personalmente le funzioni attribuite dalla legge al pubblico ministero o le assegna, sulla base di criteri prestabiliti, agli altri magistrati addetti all'ufficio. Può designare, tra i procuratori aggiunti, il vicario, che esercita le sue funzioni in caso di assenza, impedimento o senza posto; in mancanza, la supplenza è esercitata dal procuratore aggiunto o dal sostituto con maggiore anzianità di servizio. Può, inoltre, delegare a uno o più procuratori aggiunti ovvero anche a uno o più magistrati addetti all'ufficio, la cura di specifici settori di affari, individuati con riguardo ad aree omogenee di procedimenti ovvero ad ambiti di attività dell'ufficio che necessitano di uniforme indirizzo.
Con l'atto di assegnazione per la trattazione di un procedimento, il procuratore della Repubblica può stabilire i criteri ai quali attenersi nell'esercizio della relativa attività. Se il magistrato non si attiene ai principi e criteri definiti in via generale o con l'assegnazione, ovvero insorge un contrasto circa le modalità di esercizio, il procuratore della Repubblica può, con provvedimento motivato, revocare l'assegnazione; entro dieci giorni dalla comunicazione della revoca, il magistrato può presentare osservazioni scritte al procuratore della Repubblica. La riforma Castelli ha disposto che il procuratore della Repubblica mantenga personalmente, ovvero tramite un magistrato dell'ufficio appositamente delegato, i rapporti con gli organi di informazione. Ogni informazione inerente alle attività della procura della Repubblica deve essere fornita attribuendola in modo impersonale all'ufficio ed escludendo ogni riferimento ai magistrati assegnatari del procedimento.

## Figure associate

### Il sostituto procuratore
I sostituti procuratori sono magistrati requirenti assegnati alla procura e svolgono, in particolare, le indagini relative ai procedimenti penali che sono stati loro assegnati dal Procuratore. Esercitano l’azione penale, sostengono l’accusa in giudizio, garantiscono ogni giorno il turno esterno di reperibilità e urgenze. Essi agiscono in piena autonomia, pur nell’ambito delle direttive impartite dal Procuratore.

### Il procuratore aggiunto
Il procuratore aggiunto è un componente della magistratura italiana  con funzione requirente che si affianca al procuratore della Repubblica italiana nelle procure presso i tribunali di una certa importanza.